# 庫里利夫卡 (尼任區)
50°57′32″N 31°58′25″E / 50.95889°N 31.97361°E
庫里利夫卡（烏克蘭語：Курилівка）是烏克蘭北部的村莊，隸屬切爾尼希夫州的尼任區。該村始建於1650年，面積1.07平方公里，海拔高度122米，2001年人口252，人口密度每平方公里235.5人。